# Gary Plumley
Gary Plumley (Birmingham, 24 marzo 1956) è un ex calciatore inglese, di ruolo portiere.

## Biografia
Sua moglie Debbie Johnsey ha partecipato ai Giochi Olimpici del 1976 (competendo nell'equitazione).

## Carriera
Dal 1974 al 1976 fa parte della rosa del Leicester City, con cui non scende però mai in campo in incontri di campionato; Nell'estate del 1976 si trasferisce ai gallesi del Newport County, militanti nella quarta divisione inglese: rimane agli Exiles per le successive cinque stagioni, diventandone il portiere titolare. Nella stagione 1979-1980 conquista anche una promozione in terza divisione e vince una Coppa del Galles (per la prima ed unica volta nella storia del club), partecipando di conseguenza alla Coppa delle Coppe 1980-1981, nella quale il Newport County viene eliminato nei quarti di finale (con Plumley che gioca tutte e 6 le partite disputate dal club nel corso del torneo). Nel 1981, dopo complessive 182 partite di campionato giocate, si trasferisce all'Happy Valley, club della prima divisione di Hong Kong, con cui in seguito gioca anche nella stagione 1982-1983, dopo una parentesi nella quarta divisione inglese all'Hereford Utd (12 presenze) ed un fugace ritorno al Newport County (con cui gioca altre 2 partite in terza divisione). Nel 1983 si trasferisce invece al Cardiff City, con cui nell'arco di due stagioni gioca in totale 25 partite nella seconda divisione inglese; chiude infine la carriera nel 1988, dopo aver giocato nuovamente al Newport County ed aver anche giocato una partita al Watford (in seconda divisione), oltre a due distinti periodi ai semiprofessionisti dell'Ebbw Vale.

## Palmarès

### Club

#### Competizioni nazionali
- Coppa del Galles: 1

Newport County: 1979-1980
- Hong Kong Senior Shield: 1

Happy Valley: 1982-1983
- Welsh Football League: 1

Ebbw Vale: 1987-1988